# هالیوود هیلز
هالیوود هیلز یا تپه‌های هالیوود (به انگلیسی: Hollywood Hills) یکی از محله‌های شهر لس‌آنجلس در ایالت کالیفرنیای آمریکاست.

## جمعیت
بر اساس سرشماری سال 2000 در ایالات متحده، 21588 نفر در 7.05 مایل مربع در این محله زندگی می‌کردند. به‌طور متوسط 3،063 نفر در هر مایل مربع؛ دارای کمترین تراکم جمعیت در یک شهر یا شهرستان. جمعیت هالیوود هیلز در سال 2008، 22988 نفر تخمین زده شد. سن متوسط برای ساکنان 37 سال بود، که برای یک شهر و شهرستان قدیمی محسوب می‌شود. درصد ساکنان 19 تا 64 سال در بالاترین سطح شهرستان بوده‌است. شاخص تنوع این محله 433/0 است و درصد سفیدپوستان غیر اسپانیایی 74.1٪ است. مردم لاتین 9.4 درصد، آسیایی‌ها 6.7 درصد، آمریکایی‌های آفریقایی تبار 4.6 درصد و دیگران 5.3 درصد هستند. در سال 2000، مکزیک (7.9٪) و انگلستان (7.8٪) متداول‌ترین محل تولد 22.8٪ ساکنان خارج از کشور متولد شده بودند، که در مقایسه با شهر درصد پایین متولدین خارجی محسوب می‌شود. متوسط درآمد خانوار در سال 2008، 69277 دلار بود، که برای یک شهر زیاد در نظر گرفته شد. اما برای شهرستان تقریباً مناسب است. درصد خانوارهایی که 125000 دلار یا بیشتر درآمد دارند، در مقایسه با یک شهرستان بزرگ، زیاد بود. متوسط خانوار 1.8 نفره نسبتاً کم بود. اجاره کنندگان 56.5٪ از واحدهای مسکونی و بقیه صاحبان خانه را تشکیل می‌دادند. در سال 2000، 270 خانواده با سرپرستی والدین مجرد وجود داشتند، یا 6.9٪؛ این نرخ برای یک شهرستان و شهر رقم پایینی بود.